# Операція «Елайд хармоні»
Операція «Елайд хармоні» (англ. Operation «Allied Harmony») — третя військова операція НАТО на території колишньої Югославії в Північній Македонії, яка проходила з 16 грудня 2002 року по 31 березня 2003 року.
Операція була спрямована на захист спостерігачів з Організації з безпеки і співробітництва в Європі, які виконували місію спостереження за виконанням мирного плану в Македонії. Місія була логічним продовженням попередньої операції «Ембер Фокс».
На території колишньої югославської республіки також паралельно проходила операція «Конкордія», яка була спільною місією країн-членів НАТО і Європейського Союзу.
В операції було задіяно близько 450 військовослужбовців з країн-членів Альянсу та країн-партнерів. Штаб-квартира місії знаходилась у Скоп'є. Сама місія була підпорядкована Об'єднаному командуванню ОЗС НАТО в Неаполі.

## Країни-учасниці операції
| - Канада - Нідерланди - Німеччина - Норвегія - США |